# Droga krajowa B521 (Niemcy)
Droga krajowa 521 (niem. Bundesstraße 521) – niemiecka droga krajowa przebiegająca na osi północny wschód - południowy zachód i jest połączeniem drogi B457 z drogami B45 i B3 koło Frankfurtu nad Menem.
Droga, jako B521, została wytyczona w latach 70. XX stulecia.